# Victorlemoineia
Victorlemoineia, sovint esmentat amb l'ortografia incorrecta Victorlemoinea, és un gènere extint de mamífers litopterns de la família dels esparnoteriodòntids que visqueren a l'Antàrtida i Sud-amèrica durant l'Eocè, fa entre 38 i 56 milions d'anys. Se n'han trobat restes fòssils a la província argentina de Chubut, l'estat brasiler de Rio de Janeiro i l'illa Seymour (Antàrtida). Les espècies d'aquest grup tenien les dents molars de tipus selenodont. El nom genèric Victorlemoineia li fou assignat en honor del metge i paleontòleg francès Victor Lemoine.